# ブロードエンタープライズ
株式会社ブロードエンタープライズは、賃貸業界において社会課題である空室問題に対して、マンション向け高速インターネット「B-CUIBC」を中心に、物件のバリューアップによる入居率の向上や、マンションオーナーのキャッシュフロー最大化に貢献するサービスを提供する会社である。
入居者無料インターネット事業やIoTインターフォンシステム、宅内IoTリノベーションサービスなど、マンション運営をサポートする事業を幅広く手掛ける。

## 沿革
- 2000年12月 - 有限会社ブロードエンタープライズ発足
- 2003年
  - 3月 - 株式会社に組織変更、本社移転
  - 11月 - NTT西日本光ファイバー「Bフレッツ」 の販売開始
- 2004年
  - 7月 - 京都支店開設
  - 8月 - 埼玉支店開設
  - 10月 - 福岡支店開設
- 2005年
  - 6月 - マンション向け高速インターネット「B-CUBIC」 販売開始
  - 9月 - 東京支店開設（東京支店に埼玉支店を統合）
- 2007年
  - 3月 - 資本金を9,000万円に増資
  - 8月 - 電気通信事業者認定
  - 10月 - プライバシーマーク付与認定
- 2010年
  - 3月 - キャッシュフロー最大化サービス「賃貸経営ネット」の運営開始
  - 11月 - 本社移転
- 2013年1月 - 体重で家賃が変動する女性向けシェアハウス「Beauty&Diet」の運営開始
- 2014年10月 - 社会・地域に貢献した企業に贈られる「宗次賞」の受賞
- 2017年6月 - 北東京支店開設（東京支店を南東京支店に名称変更）
- 2018年
  - 1月 - 大阪市女性活躍リーディングカンパニー「二つ星認証」認定。株式会社TRNと業務提携
  - 5月 - 名古屋支店開設
  - 10月 - 小売電力事業者認定
- 2019年1月 - 支社制に移行。IoTインターフォンシステム「BRO-LOCK」の販売開始。
- 2021年12月 - 東京証券取引所マザーズに上場。
- 2022年
  - 4月 - 東京証券取引所グロース市場に移行。
  - 6月 - 横浜支店、神戸支店、広島支店開設
- 2023年
  - 4月 - 資本金を7,000万円に減資
  - 7月 - 宅内IoTリノベーション『BRO-ROOM』の販売開始
  - 8月 - 男女いきいき・元気宣言認定

## 事業部門
- コンサルティング事業本部 - 賃貸マンションオーナー向けにサービスを提供する事業部
  - マンション向け高速インターネット「B-CUBIC」の販売
  - IoTインターフォンシステム「BRO-LOCK」の販売
  - 宅内IoTリノベーション「BRO-ROOM」の販売

## 福利厚生
社員本人と配偶者、子息の医療費を助成している。2013年現在で、独身者3万円、既婚者4万円、子供のいる家庭では6万円を年間限度額とし全額助成を実施している。人事部によれば、医療費の助成によって、社員のほぼ全員がインフルエンザ予防接種を受けるようになり2012年のインフルエンザ病欠者は1名に止まり生産効率の向上につながったと助成制度を評価する。
また、社員の要望からペットも大切な家族の一員と見なし、動物病院を受診した際の医療費までも助成をおこなっている。